# 冰峰纪念碑
保加利亞共產黨紀念宮（羅馬化：Dom pametnik na BKP），又名冰峰紀念碑，是保加利亞共產主義政權在保加利亞中部布茲盧扎峰修建的一座建築，竣工於1981年。這一建築紀念1891年迪米塔爾·布拉戈耶夫領導一群社會主義者在這一地區秘密集會，以形成有組織的社會主義運動，並成立保加利亞共產黨的前身保加利亞社會民主黨。這一紀念碑在1981年8月23日舉辦了揭幕典禮。

## 建築
紀念碑的工程開始於1974年1月23日，由建築家格奧爾基·斯托伊洛夫（Georgi Stoilov）領導。他曾是索菲亞市長，並且是保加利亞建築家聯盟的共同創辦人。工程使用了TNT將山頂炸平，以為建築提供平穩的基礎，也使得山頂高度從1,441（4,728英尺）降至1,432（4,698英尺）。超過15,000立方公尺的岩石在修建過程中被移除。工程耗資14,186,000保加利亞列弗，相當於現在的3,500萬美元。
該建築的外觀類似眾多共產主義國家的未來主義建築。共產黨政權在1989年垮台後，全部維護工作都被終止。由於結構老化，該建築現在不對公眾開放。布茲盧扎計劃是一個保護該建築的項目，希望這裡最終能成為一個保加利亞歷史的闡釋中心。

## 馬賽克

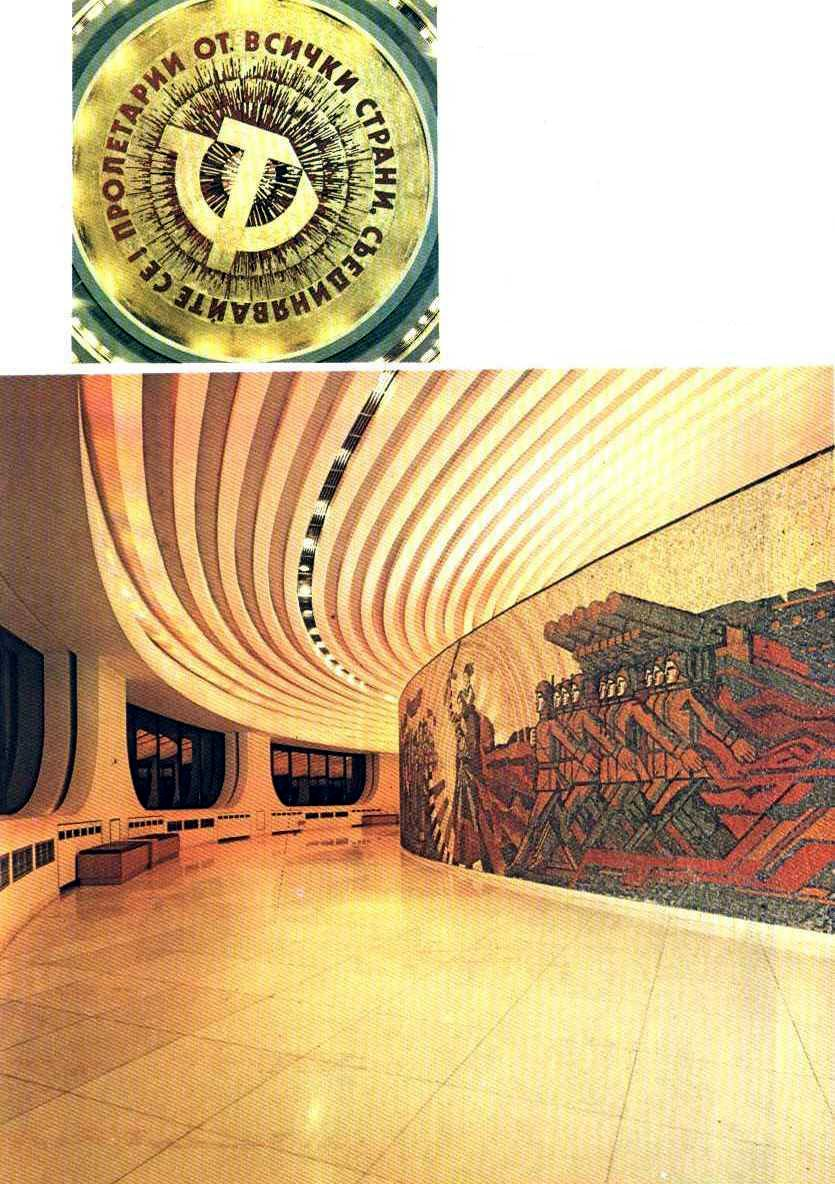
紀念碑早期的內部裝飾

建築內部裝飾有紀念保加利亞共產黨歷史的馬賽克，面積約937平方公尺。馬賽克製作過程使用了35噸的鈷玻璃。由於老化、天氣、蓄意破壞，已有五分之一的馬賽克被損壞。建築主天花板的馬賽克以共產主義象徵錘子與鐮刀為特徵，並由共產黨宣言中的「全世界無產者，聯合起來！」環繞。

## 流行文化
芬蘭搖滾樂樂團Haloo Helsinki!曾在冰峰紀念碑為他們2014年單曲「Vihaan kyllästynyt」拍攝音樂錄影帶。荷蘭搖滾樂團肯辛頓在2015年拍攝的音樂錄影帶「Riddles」同樣在這裡拍攝。瑞塔·奥拉的迷你專輯「Bang」的結尾畫面是於2021年初在冰峰紀念碑拍攝。

## 觀光
冰峰紀念碑可從希普卡山口出發的兩條支路到達。

## 保護
多年來已有眾多保護冰峰紀念碑的行動，其中大多有政治色彩，並且和保加利亞社會黨有關。2018年，冰峰紀念碑被我們的歐洲承認為歐洲七大最瀕危的遺產。最近的一次保護工程開始於2019年，德國國際文化紀念物與歷史場所委員會和舊扎戈拉市政府亦有參與。他們自蓋蒂基金會確保了18.5萬美元的資金，用於指定紀念碑的保護計劃。早期調查結果證明該建築可以被保護和使用，因此蓋蒂在2020年7月提供了第二筆捐款，以保護現存的馬賽克。保護工作現在仍在進行。

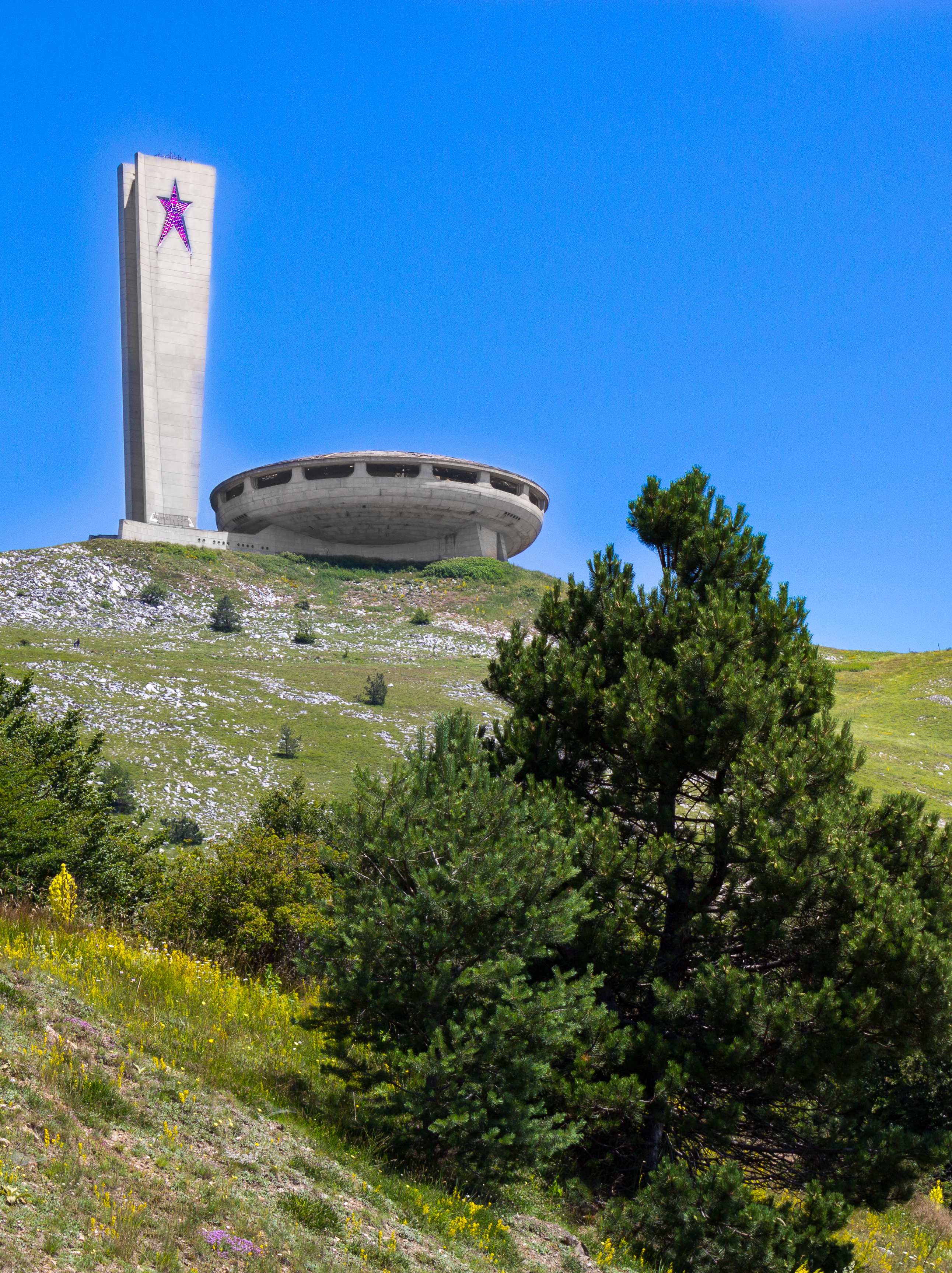
自下方望紀念碑
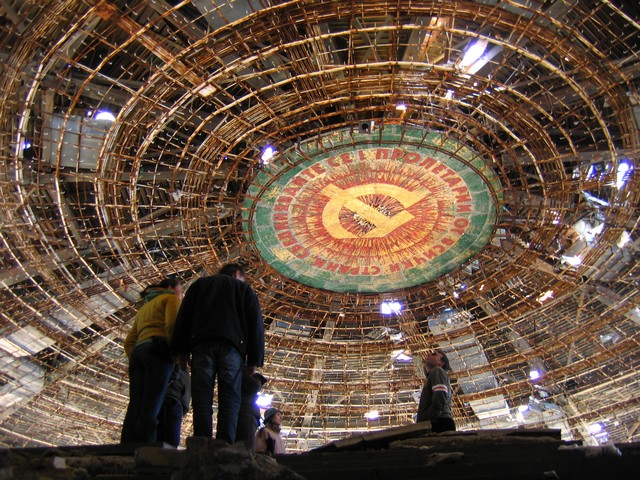
圓頂
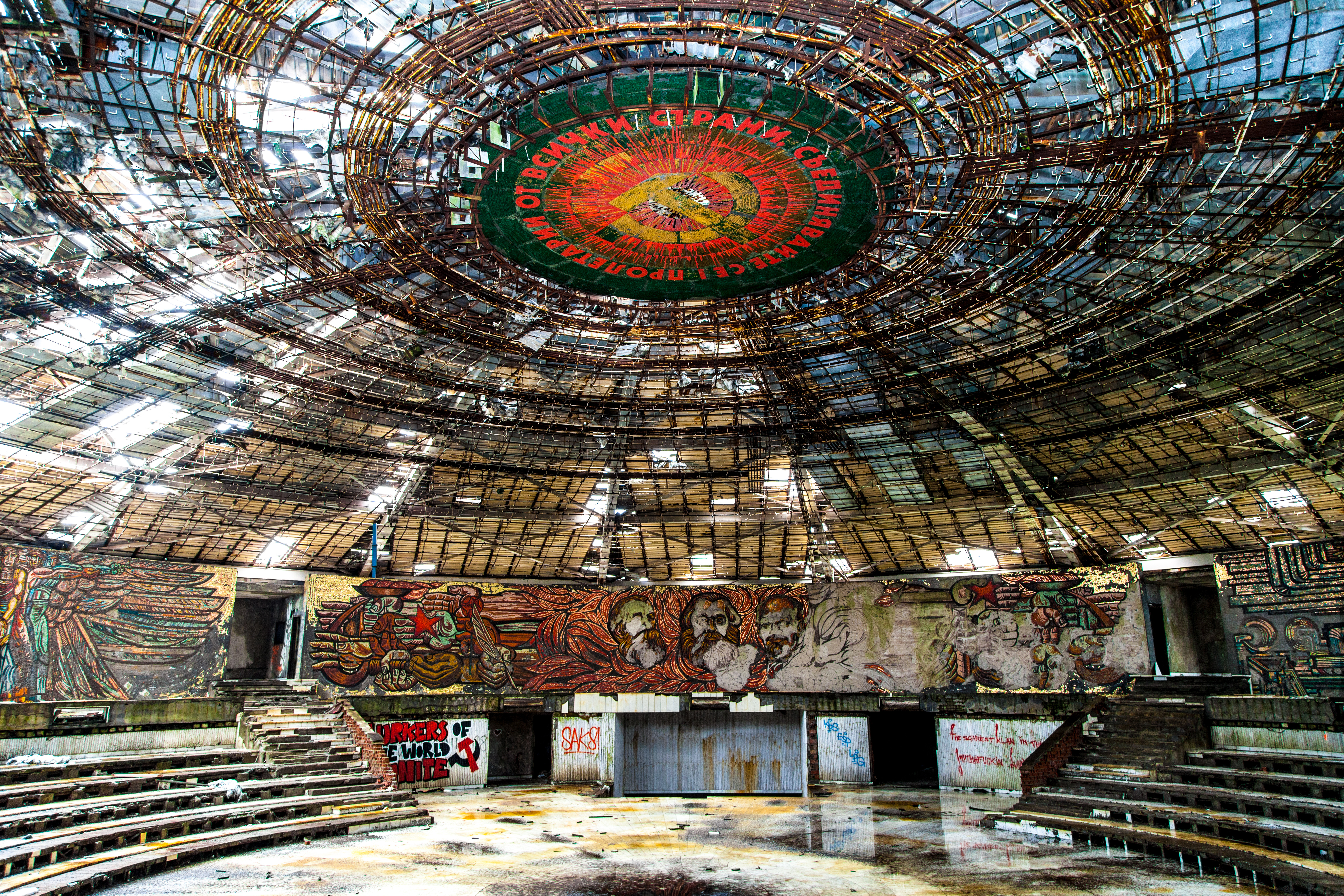
禮堂
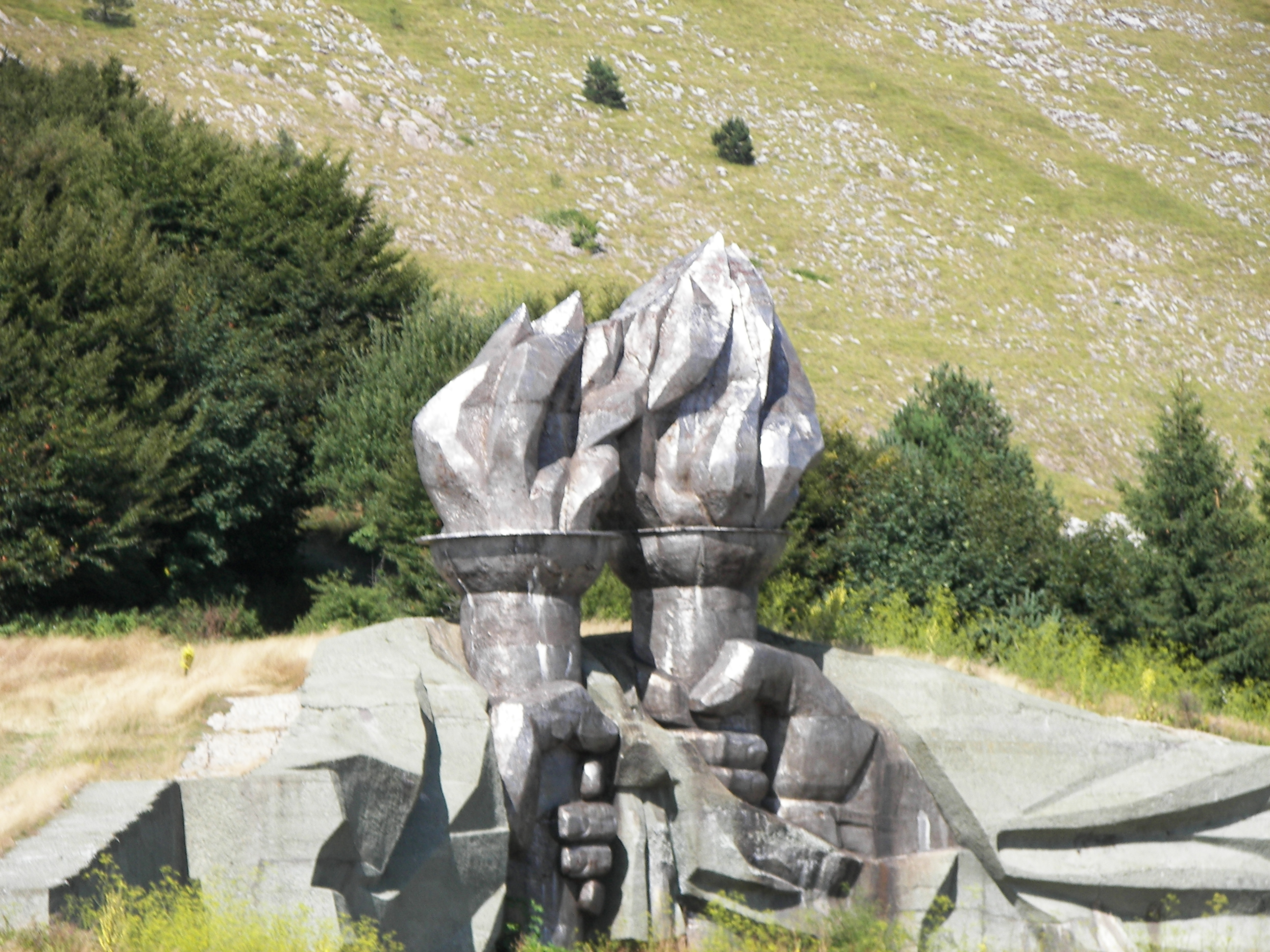
火炬紀念碑
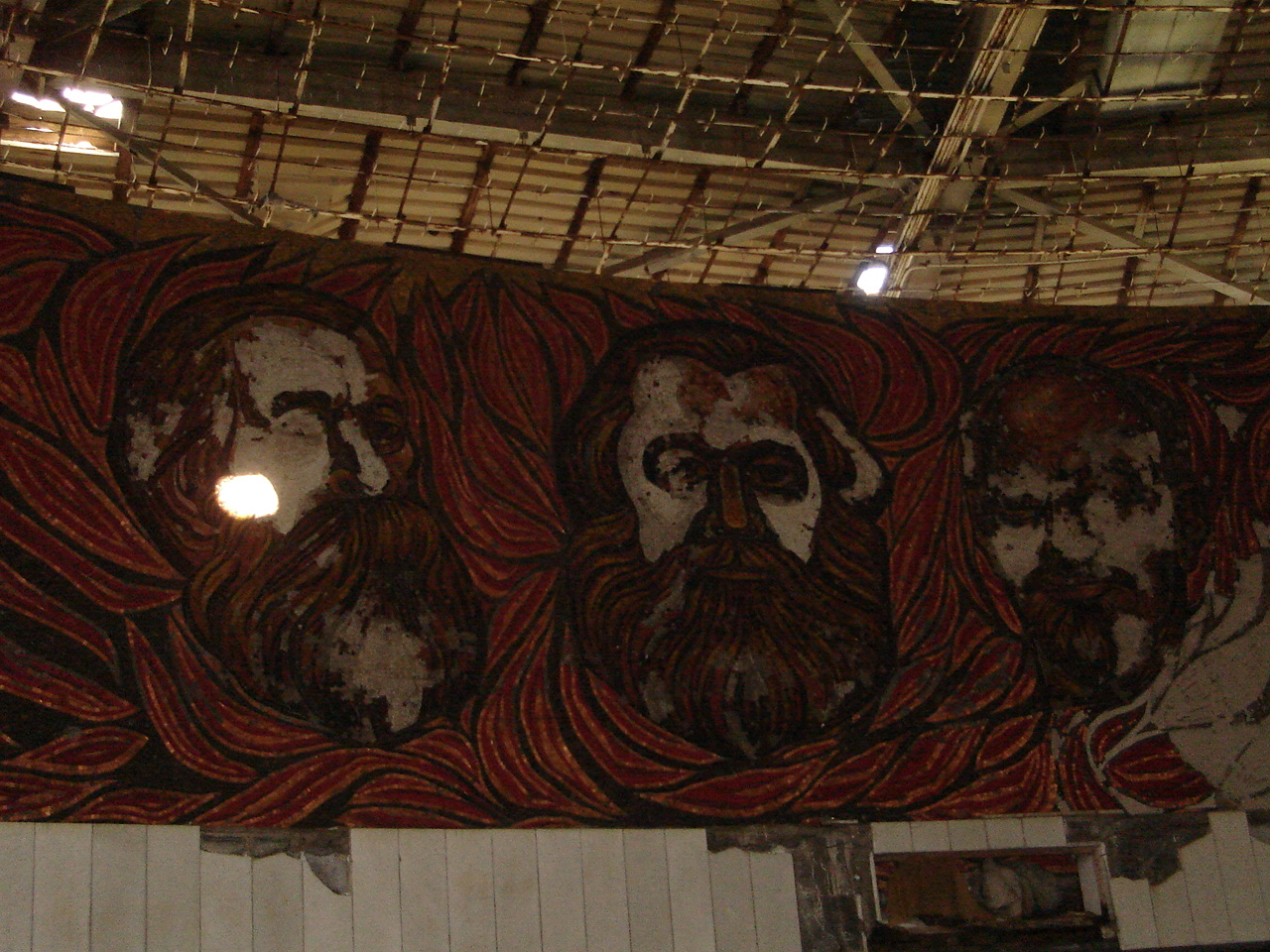
左起是弗里德里希·恩格斯、卡爾·馬克思和弗拉基米爾·列寧三人的馬賽克
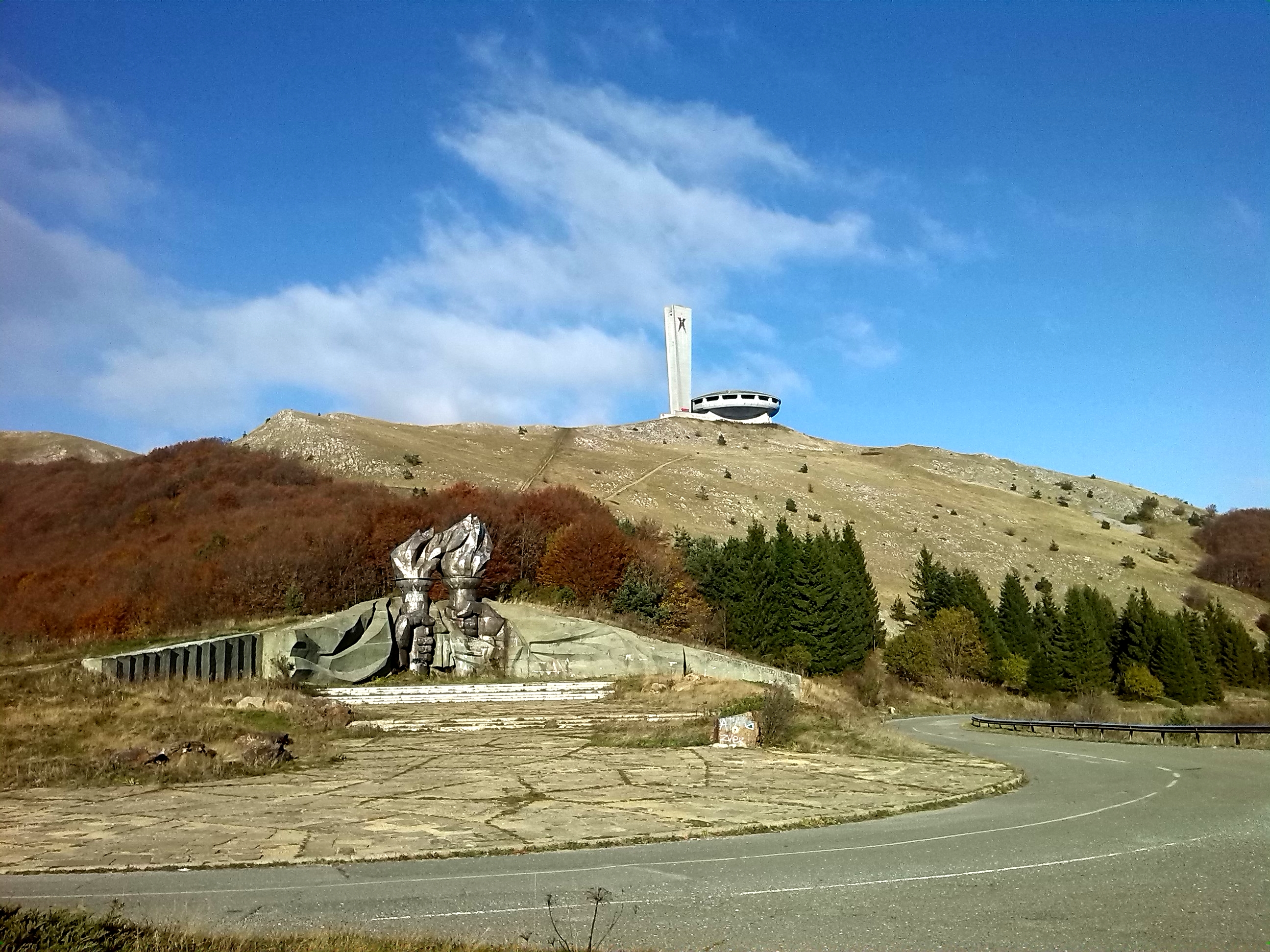
火炬和紀念碑

## 外部連結
维基共享资源上的相關多媒體資源：冰峰纪念碑
- The Buzludzha Monument Archive （页面存档备份，存于）
- Website dedicated to the preservation of Buzludzha Monument  （页面存档备份，存于）
- Website dedicated to the archive Buzludzha Monument  的存檔，存档日期2018-01-18.
- Getty grant  （页面存档备份，存于）, Published in 2019
- The Economist, Buzludzha: A crumbling reminder of communism （页面存档备份，存于）, Published on Oct 20, 2014.
- Bulgaria’s crumbling ode to socialism （页面存档备份，存于）, BBC News, July 26, 2018.
- Podcast About Buzludzha Monument's Current State and Plans To Turn It Into A Museum （页面存档备份，存于）, Featuring Bulgarian Architect Dora Ivanova
- Buzludzha 3D （页面存档备份，存于）